# 香港仔炮台
香港仔炮台，又稱鴨巴甸炮台、鴨脷洲炮台，位於南區鴨脷洲的玉桂山，是駐港英軍為加強香港島西南部海岸的防守，而於1939年建造的海防炮台
，該炮台在二戰後被廢棄，只有小部分建築物殘存至今
。

## 名稱及位置

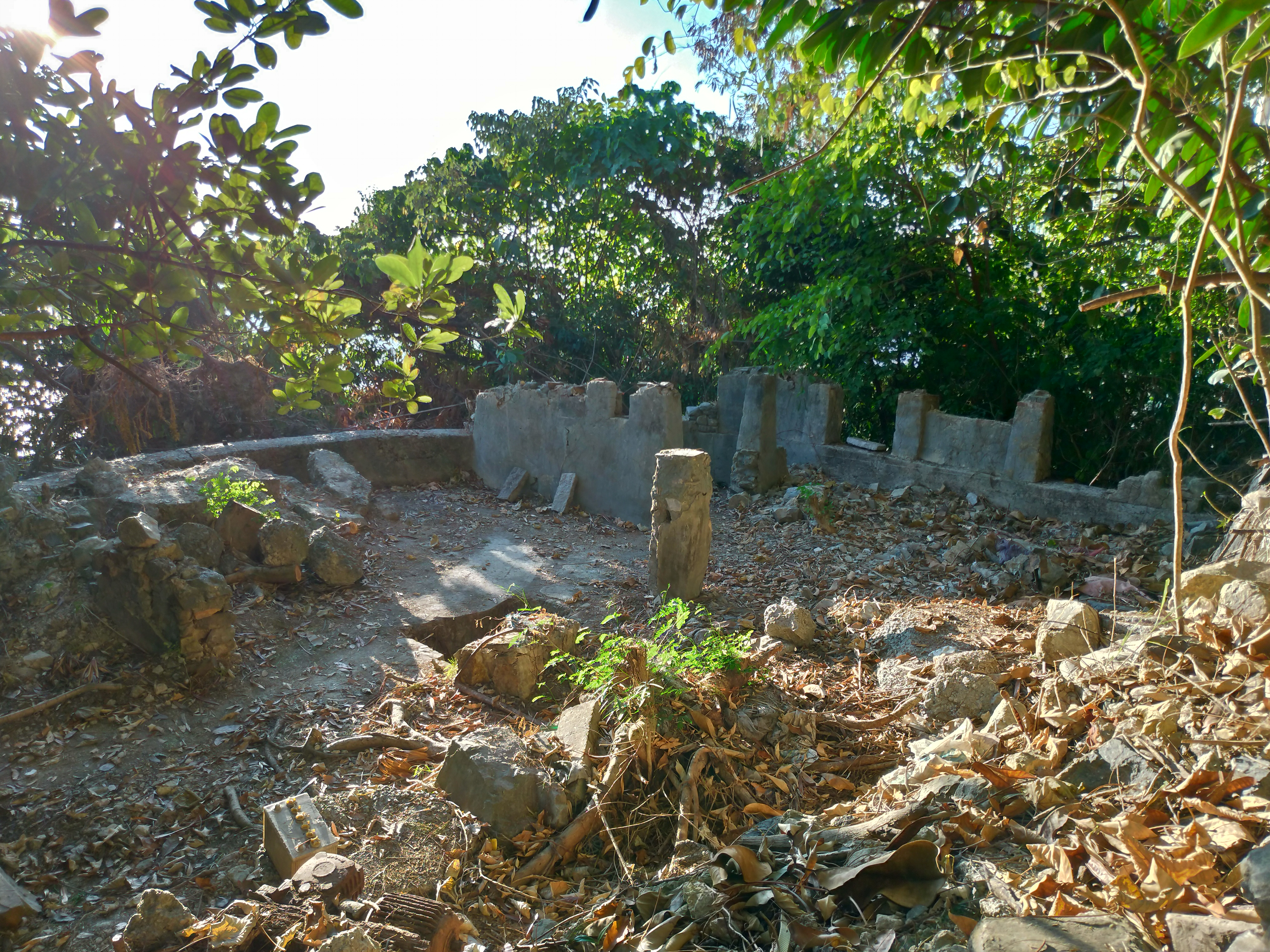
在玉桂山山腰的香港仔炮台遺跡，樹叢的後方便是東博寮海峽

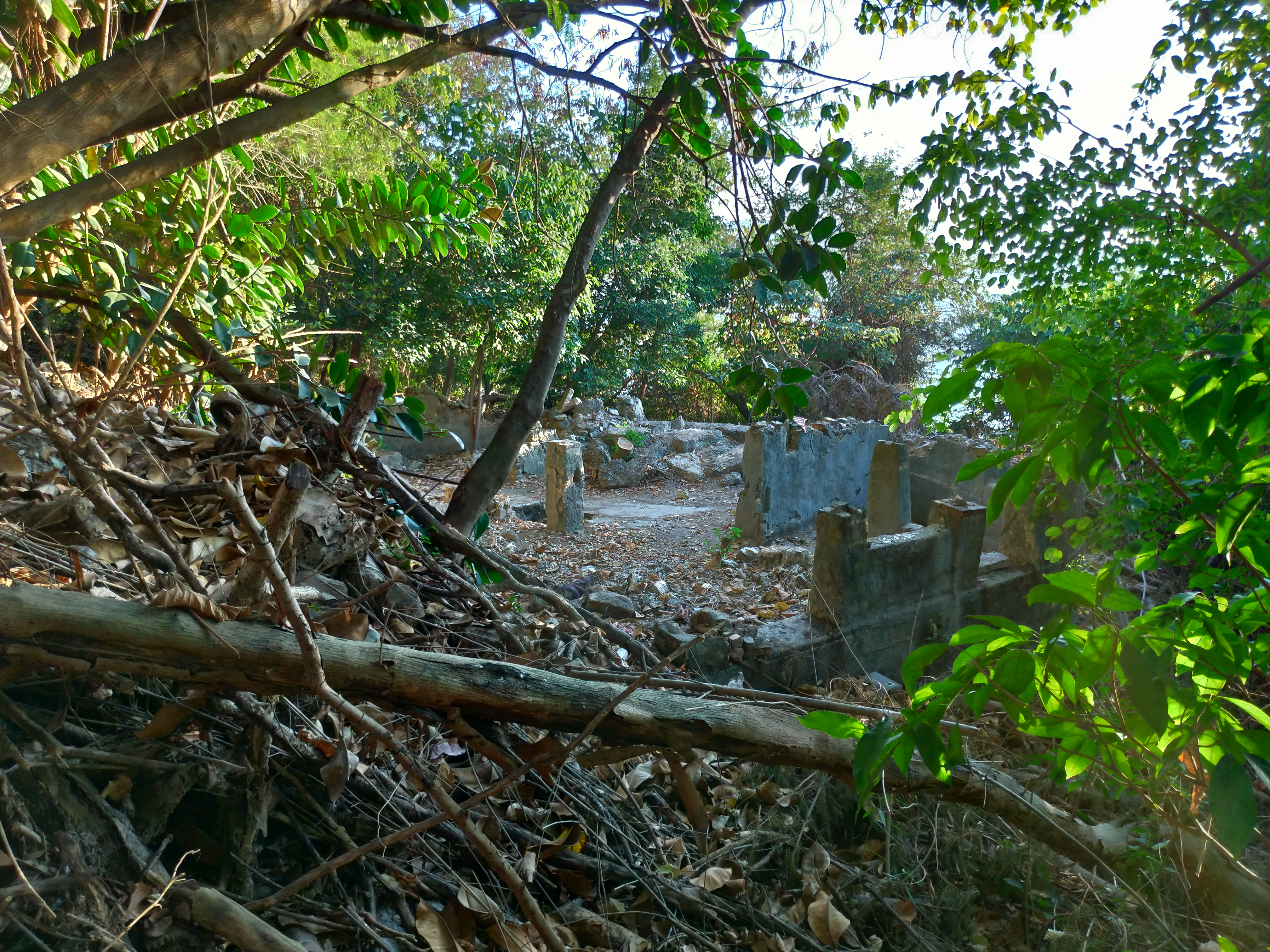
在玉桂山山腰的香港仔炮台遺跡，周圍不是枯枝枯葉就是長滿雜草

炮台所在的玉桂山位處鴨脷洲西部，而鴨脷洲則是位處香港島西南方的一座島嶼。在香港開埠初期，香港政府把香港島西南岸一帶的漁村，即現在的香港仔以英文稱為（Aberdeen），並以英文發音直譯為中文「鴨巴甸」，「鴨巴甸」因而成為當時「香港仔」的另一中文地名。因為鴨脷洲鄰近「鴨巴甸」，所以這座島嶼在當時的英文名稱為（Aberdeen Island），並以此音譯成中文地名「鴨巴甸島」，直至1970年代，因為「鴨巴甸島」漸漸發展，這座島嶼才被名為「鴨脷洲」，而英文地名亦被改為自香港粵語音譯的（Ap Lei Chau），在鴨脷洲對岸的「鴨巴甸」則被統一稱為「香港仔」，但香港仔的英文名稱（Aberdeen）維持不變。由於當時英軍的軍事設施通常只有英文名稱，這座位於「鴨巴甸島」的炮台便以該島的英文名稱（Aberdeen Island）而被名為（Aberdeen Battery），卻略去了當中指明是「島嶼」的（Island），而英文的（Aberdeen）至今一直是「香港仔」的正式英文地名，這座炮台也因為英文名為（Aberdeen Battery）而被譯為「香港仔炮台」或「鴨巴甸炮台」，雖然稱爲「鴨巴甸島炮台」或「鴨脷洲炮台」可更精確地表達炮台的位置，惟這兩稱呼卻不及前兩者普及，因而令不少人以為這座炮台在香港仔。
玉桂山是鴨脷洲地勢最高的地方，主峰高海拔196米，但香港仔炮台並不在玉桂山的主峰之下，而是建於玉桂山向西北方延伸的副峰附近的山腰，這座玉桂山副峰高海拔143米，常被稱為「小玉桂山」或「假玉桂山」，該處雖然地勢比主峰一帶低，但更接近鴨脷洲與南丫島之間的東博寮海峽北面水道
，而且當時的鴨脷洲西部也未有海怡半島等多層住宅群，附近一帶沒有現在的高樓大廈阻礙視野，所以炮台在當時的射界也很廣闊。大部分香港山峰通常只在最高點設置一支標高柱，然而一座玉桂山卻罕有地設有多支標高柱，一支位於玉桂山主峰，而炮台所在較矮的「小玉桂山」則有多達五支標高柱，各標高柱之間的距離也很近，有部分標高柱的基座是由炮台的設施改建而成，因此「小玉桂山」的山頂應曾經設有炮台的射擊觀測站，用於射擊測距及修正用途。

## 歷史
踏入1930年代後期，隨著國際局勢日益緊張，駐港英軍決定在香港島加建多座炮台，以加強香港島的防衛，並於1939年建設香港仔海軍基地，在鴨脷洲修建碼頭及船塢。與此同時，英軍在香港島南岸興建三座臨時炮台（Improvised Batteries），包括香港仔炮台（Aberdeen Battery）、黃麻角炮台（Bluff Head Battery）及鶴咀炮台（Cape D'Aguilar Battery），以應對香港面對的入侵威脅。於1939年建造的香港仔炮台，位於鴨脷洲西部「小玉桂山」的山腰，炮台配備兩門4吋後裝海防炮，炮位附近建有營房，山上則設有炮台觀測站，該炮台可阻止敵艦駛近香港島西南岸，保護香港仔海軍基地，並封鎖鴨脷洲與南丫島之間的東博寮海峽。
1941年12月8日，日本發動太平洋戰爭並入侵香港，香港保衛戰爆發，而炮台當時由香港義勇防衛軍駐守。日軍在開戰後多次出動飛機轟炸香港島多座炮台，更於12月16日出動由重型轟炸機組成的編隊大規模空襲香港仔海軍基地，對基地的設施造成嚴重破壞，但未能摧毀炮台。日軍於12月18日晚上在香港島東北岸登陸，之後向香港島西部及南部步步進迫，但日軍艦艇仍然受到英軍設在香港島的多座炮台所牽制，日本海軍不能派出軍艦駛近香港島為日本陸軍助戰，在香港島上人力物力火力都處於劣勢英軍，才不至於同時受到日軍以海陸空夾擊而迅速被擊潰。12月25日，日軍攻入灣仔並逼近金鐘海軍船塢，由於英軍彈藥不足，在孤立無援下亦無法扭轉敗局，總督楊慕琦為免徒增傷亡，於下午決定投降，而駐守炮台的守軍接到投降的消息後，隨即破壞炮台設施，避免炮台被日軍利用。
1945年8月香港重光，香港仔炮台因為沒有實際需要而被廢棄，炮台的設施亦被移除。隨著鴨脷洲的發展，多個住宅項目陸續落成，炮台所在的玉桂山需要興建玉桂山配水庫等水務設施應付島上人口增加的需求，炮台的大部分建築物亦因此被拆卸，現在只剩下少數營房及掩體的遺跡。